# Lewellen (Nebraska)
Lewellen es una villa ubicada en el condado de Garden, Nebraska, Estados Unidos. Según el censo de 2020, tiene una población de 175 habitantes.

## Geografía
La localidad está ubicada en las coordenadas 41°19′50″N 102°8′37″O / 41.33056, -102.14361. Según la Oficina del Censo de los Estados Unidos, Lewellen tiene una superficie de 0.96 km², correspondientes en su totalidad a tierra firme.

## Demografía
Según el censo de 2020, hay 175 personas residiendo en Lewellen. La densidad de población es de 182.29 hab./km². El 85.71% de los habitantes son blancos, el 2.29% son afroamericanos, el 0.57% es amerindio, el 3.43% son de otras razas y el 8.00% son de una mezcla de razas. Del total de la población, el 5.71% son hispanos o latinos de cualquier raza.